# Howard Lederer
Howard "The Professor" Lederer (Concord, 30 de outubro de 1964) é um jogador de pôquer profissional detentor de dois braceletes da World Series of Poker.

## Biografia
Lederer era um grande talento do xadrez na adolescência. Já morando em Nova Iorque iniciou seus estudos na Universidade Columbia, foi jogando xadrez nos clubes que Lederer descobriu o poker, passando a praticar no Mayfair Club jogando com outros jogadores, agora também consagrados, como Erik Seidel e Dan Harrington.
Em 1994 mudou-se para Las Vegas onde passou a jogador em mesas de apostas de maior valor.
Lederer reside até hoje em Las Vegas com sua esposa Suzie e seu filho Matti.

## Carreira no Poker
Lederer já conquistou dois braceletes da World Series of Poker nos anos de 2000 e 2001. Sua melhor participação no evento principal do torneio foi um 5° lugar conquistado no ano de 1987.
Foi também por duas vezes campeão de etapas da World Poker Tour.
Ganhou o apelido The Professor por seu estilo analítico e sua longa história de vitórias no poker. Fêz um vídeo instrutivo de poker intitulado Secrets of No Limit Hold'em and he runs the Howard Lederer Poker Fantasy Camp. Também é um dos desenvolvedores do site de poker on line Full Tilt Poker.
Seus ganhos com o poker até o ano de 2006 ultrapassavam os 3 milhões de dólares.

## Curiosidades
- A irmã de Howard, Annie Duke também é jogadora de poker profissional sendo também campeã de eventos da WSOP.
- Doyle Brunson deu a Lederer o apelido de "Bubba" por causa de sua obesidade, porém, após Lederer fazer uma operação de redução do estômago, Brunson brincou dizendo que seu apelido deveria ser encurtado para "Bub".
- Lederer é vegetariano, mas certa vez em uma aposta, aceitou o desafio de comer um hamburger por 10 mil dólares.

## Braceletes da World Series of Poker
| Ano  | Preço de Inscrição (Buy-in) | Evento              | Prêmio (US$) |
| ---- | --------------------------- | ------------------- | ------------ |
| 2000 | $5,000                      | Limit Omaha Hi-Lo   | 198,000      |
| 2001 | $5,000                      | Deuce to Seven Draw | 165,870      |